# Heterocentron
Heterocentron é um género botânico pertencente à família Melastomataceae. Também conhecida como Xale Espanhol.
1. ↑  «Heterocentron — World Flora Online». www.worldfloraonline.org. Consultado em 19 de agosto de 2020